# تقرير مجلس الشيوخ حول استخبارات أسلحة الدمار الشامل العراقية

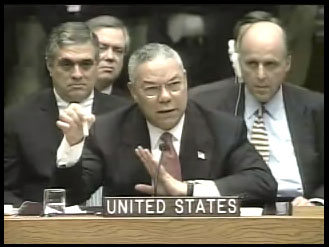
وزير الخارجية الأمريكي كولن باول يعرض قارورة الجمرة الخبيثة أثناء عرضه أمام مجلس الأمن التابع للأمم المتحدة،5 فبراير 2003.مدير وكالة المخابرات المركزية جورج تينيت (يسار) وسفير الأمم المتحدة جون نيجروبونتي ينظران من الخلف.وجدت لجنة مجلس الشيوخ المختارة للاستخبارات أن العديد من المزاعم الواردة في الخطاب لم تكن مدعومة من قبل المخابرات الأساسية.

تقرير مجلس الشيوخ حول استخبارات أسلحة الدمار الشامل العراقية (رسميًا، «تقرير اللجنة المختارة للاستخبارات حول تقييمات المخابرات الأمريكية قبل الحرب على العراق») كان تقريرًا صادرًا عن اللجنة المختارة بمجلس الشيوخ الأمريكي حول الاستخبارات فيما يتعلق بمجتمع الاستخبارات الأمريكية تقييمات للعراق خلال الفترة التي سبقت غزو العراق عام2003.حدد التقرير، الذي صدر في 9يوليو 2004، العديد من الإخفاقات في جمع المعلومات الاستخبارية وعملية التحليل.ووجد التقرير أن هذه الإخفاقات أدت إلى إنشاء مواد غير دقيقة تضلل كلاً من صانعي السياسات الحكومية والجمهور الأمريكي.
وافق أعضاء اللجنة التسعة الجمهوريون وثمانية ديمقراطيين على الاستنتاجات الرئيسية للتقرير وأيدوا النتائج التي توصل إليها بالإجماع.ومع ذلك، فقد اختلفوا حول تأثير تصريحات كبار أعضاء إدارة بوش على العراق على عملية الاستخبارات.تم نشر المرحلة الثانية من التحقيق، التي تناولت الطريقة التي استخدم بها كبار صانعي السياسة المعلومات الاستخباراتية، في 25مايو2007.تتضمن أجزاء من تقرير المرحلة الثانية التي لم يتم إصدارها في ذلك الوقت مراجعة البيانات العامة لقادة الحكومة الأمريكية قبل الحرب، وتقييم أنشطة دوجلاس فيث ومكتب البنتاغون للخطط الخاصة.

## خلفية
بعد حرب الخليج عام1991، وافق العراق على تدمير مخزونه من أسلحة الدمار الشامل وتفكيك برامج أسلحة الدمار الشامل.للتحقق من الامتثال، كان من المقرر أن تُمنح فرق التفتيش التابعة للأمم المتحدة حرية الوصول إلى البلاد.على مدى السنوات السبع التالية، اشتكى المفتشون في بعض الأحيان من عدم تعاون ومراوغة الحكومة العراقية.وشكا المسؤولون العراقيون بدورهم من أن بعض مفتشي الأسلحة كانوا يعملون كجواسيس لوكالات استخبارات أجنبية.في عام1998، بعد صدور تقرير نقدي حول عدم امتثال الحكومة العراقية من قبل مفتش الأسلحة التابع للأمم المتحدة ريتشارد باتلر، أعلن الرئيس الأمريكي بيل كلينتون أنه سيشن غارات جوية على أهداف عراقية (انظر عملية ثعلب الصحراء).قام بتلر بإخلاء مفتشيه واستمر القصف.بعد حملة القصف، رفض العراق السماح لمفتشي الأسلحة بالعودة إلى البلاد.
بعد أن أصبح جورج دبليو بوش رئيسًا في يناير 2001، وخاصة بعد هجمات 11 سبتمبر، زادت الحكومة الأمريكية اهتمامها بالعراق.في النصف الأول من عام2002، أشارت سلسلة من التصريحات العلنية للرئيس بوش وكبار أعضاء إدارته إلى استعدادهم لاستخدام القوة، إذا لزم الأمر، للإطاحة بصدام حسين من السلطة.في الأول من تشرين الأول (أكتوبر) 2002، سلمت وكالة المخابرات المركزية تقديرًا سريًا للاستخبارات الوطنية لتقييم التهديد الذي تمثله أنشطة أسلحة الدمار الشامل العراقية.بعد ثلاثة أيام، نشر مدير وكالة المخابرات المركزية، جورج تينيت، ورقة بيضاء غير سرية حول موضوع قدرات أسلحة الدمار الشامل العراقية.خلال الأسبوعين التاليين،تم تمرير قرار مشترك يجيز استخدام القوة من قبل مجلسي الكونجرس.
خلال الأشهر العديدة التالية، بذلت الولايات المتحدة جهدًا دبلوماسيًا في الأمم المتحدة، سعيا للحصول على موافقة تلك الهيئة على نظام تفتيش جديد لأسلحة الدمار الشامل، وربما لاستخدام القوة للإطاحة بالحكومة العراقية.أصدر مجلس الأمن الدولي القرار 1441 في 8 نوفمبر / تشرين الثاني 2002، الذي دعا العراق إلى «الكشف الدقيق الكامل والنهائي والكامل» عن برامج أسلحة الدمار الشامل، ويهدد بـ «عواقب وخيمة» إذا لم يمتثل.في أعقاب القرار 1441، سمح العراق لمفتشي الأسلحة التابعين للأمم المتحدة بالعودة إلى البلاد.وبينما كانت عمليات التفتيش جارية، واصلت الولايات المتحدة الضغط على أعضاء مجلس الأمن الدولي لإصدار قرار يصرح صراحة باستخدام القوة ضد العراق.كجزء من هذا الجهد، قدم وزير الخارجية الأمريكي كولن باول عرضًا تقديميًا إلى الأمم المتحدة في 5 فبراير 2003، حيث قام بتفصيل جمع معلومات استخبارية كاذبة قدمتها الحكومة الإسرائيلية بشأن أسلحة الدمار الشامل العراقية.واجهت الولايات المتحدة معارضة غالبية أعضاء مجلس الأمن، بما في ذلك ألمانيا وفرنسا وروسيا، وبعد ذلك تخلت عن الجهود للحصول على إذن صريح باستخدام القوة من الأمم المتحدة.

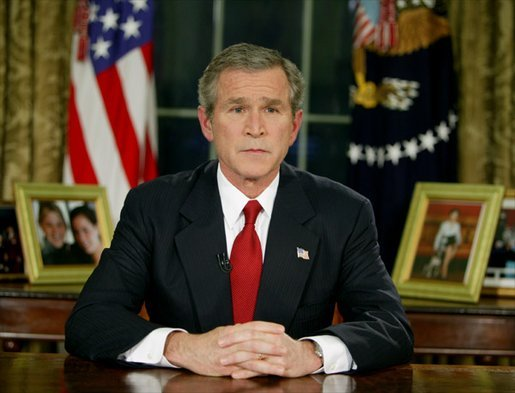
الرئيس جورج دبليو بوش يخاطب الأمة من المكتب البيضاوي،19 مارس 2003،للإعلان عن بدء عملية تحرير العراق. «لن يعيش شعب الولايات المتحدة وأصدقائنا وحلفاؤنا تحت رحمة نظام خارج عن القانون يهدد السلام بأسلحة القتل الجماعي». وجدت لجنة مجلس الشيوخ أن العديد من تصريحات الإدارة قبل الحرب حول أسلحة الدمار الشامل العراقية لم تكن مدعومة من المعلومات الاستخباراتية الأساسية.

في 20 مارس 2003،غزت الولايات المتحدة وحلفاؤها العراق، وهو الإجراء الذي أدى إلى الإطاحة بحكومة صدام حسين.
خلال العام التالي، بحثت القوات الأمريكية والقوات المتحالفة معها عن أدلة تدعم مزاعم ما قبل الغزو بشأن مخزونات وبرامج أسلحة الدمار الشامل العراقية.لعبت الدور القيادي في هذا البحث مجموعة مسح العراق، المكونة من محققين من وزارة الدفاع الأمريكية ووكالة المخابرات المركزية.على الرغم من العثور على بقايا متناثرة من مخزونات أسلحة الدمار الشامل العراقية من وقت حرب الخليج عام1991، خلص التقرير النهائي لمجموعة دراسة العراق إلى أن العراق لم يكن يمتلك قدرات أسلحة دمار شامل في وقت غزو العراق.كما ذكرت مجموعة دراسة العراق أن العراق كان ينوي إعادة تشغيل جميع برامج الأسلحة المحظورة بمجرد إلغاء العقوبات المتعددة الأطراف المفروضة عليه
مع ظهور هذه الحقائق في يونيو 2003، أعلن السناتور الأمريكي بات روبرتس (جمهوري من ولاية كانساس)، رئيس لجنة المخابرات بمجلس الشيوخ، أن اللجنة، كجزء من مسؤوليتها الرقابية المنتظمة، ستجري «مراجعة شاملة ومشتركة من الحزبين» أسلحة الدمار الشامل العراقية وعلاقاتها بالجماعات الإرهابية.في 20 يونيو 2003، أصدر السناتور روبرتس والسيناتور جون د.المناطق:
- كمية ونوعية المعلومات الاستخباراتية الأمريكية حول برامج أسلحة الدمار الشامل العراقية، وعلاقاتها بالجماعات الإرهابية، وتهديد صدام حسين للاستقرار والأمن في المنطقة، وقمعه لشعبه.
- الموضوعية والمعقولية والاستقلالية والدقة في الأحكام التي توصل إليها مجتمع الاستخبارات؛
- ما إذا كانت هذه الأحكام قد نُشرت بشكل صحيح على صانعي السياسات في الفرع التنفيذي والكونغرس؛
- ما إذا كان هناك تأثير على أي شخص لتشكيل تحليله لدعم أهداف السياسة؛
- قضايا أخرى نحددها بشكل متبادل في سياق استعراض اللجنة.

## عضوية لجنة التحقيق
كان الجمهوريون التسعة التالية أسماؤهم أعضاء في اللجنة وقت بدء التحقيق: رئيس اللجنة سي.باتريك روبرتس (جمهوري عن كانساس)،أورين ج.هاتش (جمهوري عن ولاية يوتا)،آر.مايكل ديواين (جمهوري عن ولاية أوهايو)،كريستوفر كيت بوند، ترنت لات، المبیا اسنو،تشاك هيغل، سکسبی چمبلیس،وجون دبليو وارنر.
جعل الديمقراطيين بعد ثماني ما تبقى من اللجنة: نائب رئيس جاي روكفلر، كارل ليفين، ديان فينستين، رونالد L.ايدن وديك دوربين وإيفان بايه وجون إدواردز وباربرا مايكولسكي.

### التسلسل الزمني
في سياق التحقيق، راجع طاقم اللجنة أكثر من 30 ألف صفحة من الوثائق التي قدمها مجتمع الاستخبارات.طلبت اللجنة تزويدها بنسخ من الملخصات اليومية للرئيس المتعلقة بقدرات أسلحة الدمار الشامل العراقية وعلاقاتها بالإرهاب، لكن البيت الأبيض رفض هذا الطلب.وصف مقال بقلم الصحافي موراي فاس جدلاً محددًا حول پی دی بی في 21 سبتمبر 2001، والذي زعم أنه قال إن أجهزة المخابرات الأمريكية «ليس لديها دليل» يربط صدام حسين بهجمات 11 سبتمبر، و «أدلة موثوقة ضئيلة» على أن العراق كان له أي علاقات تعاون مهمة مع القاعدة.
كما أجرى موظفو اللجنة مقابلات مع أكثر من 200 شخص، من بينهم محللون استخباراتيون ومسؤولون كبار في وكالة المخابرات المركزية ووكالة استخبارات الدفاع ووزارة الدفاع وغيرها من الكيانات الفيدرالية المشاركة في جمع المعلومات الاستخبارية وتحليلها.كما عقدت اللجنة سلسلة من جلسات الاستماع حول المعلومات الاستخباراتية المتعلقة بأسلحة الدمار الشامل العراقية وصلاتها بالإرهاب.
في 12 فبراير 2004، أعلن السناتور روبرتس وروكفلر عن توسيع نطاق التحقيق.العناصر الجديدة التي أضيفت للتحقيق هي:
- جمع المعلومات الاستخبارية عن العراق من نهاية حرب الخليج إلى بدء عملية حرية العراق.
- ما إذا كانت البيانات والتقارير العامة والشهادات التي أدلى بها مسؤولو الحكومة الأمريكية بشأن العراق بين فترة حرب الخليج وبدء عملية حرية العراق مدعومة بمعلومات استخبارية؛
- نتائج ما بعد الحرب حول برامج أسلحة الدمار الشامل والأسلحة العراقية والصلات بالإرهاب وكيفية مقارنتها بتقييمات ما قبل الحرب؛
- تقييمات استخبارات ما قبل الحرب حول عراق ما بعد الحرب؛
- أي أنشطة استخباراتية تتعلق بالعراق تجريها مجموعة تقييم سياسات مكافحة الإرهاب ومكتب الخطط الخاصة داخل مكتب وكيل وزارة الدفاع للسياسة؛
- استخدام مجتمع الاستخبارات للمعلومات التي قدمها المؤتمر الوطني العراقي.

في 17 يونيو 2004، أعضاء مجلس الشيوخ روبرتس وروكفلر أعلن نسخة محفوظة 7 أبريل 2015 على موقع واي باك مشين. أن التقرير الانتهاء تمت الموافقة عليها بالإجماع من قبل أعضاء اللجنة، وأنهم كانوا يعملون مع وكالة المخابرات المركزية حول مسألة رفع السرية.تقرير الانتهاء، مع النص ظلام دامس («التنقيح») التي أدلى بها وكالة المخابرات المركزية،صدر في 9 يوليو 2004.ولم يغطي التقرير معظم الموضوعات الجديدة التي أعلن عنها في بيان صحفي بتاريخ 12 فبراير / شباط 2004.وبدلاً من ذلك، كان من المقرر الآن تغطية هذه الموضوعات في تقرير منفصل، ليتم الانتهاء منه لاحقًا، ويغطي «المرحلة الثانية» من التحقيق.

## استنتاجات المرحلة الأولى
يركز التقرير المكون من 511 صفحة الكثير من اهتمامه على أكتوبر 2002، المصنف تقدير المخابرات القومية بعنوان برامج العراق المستمرة لأسلحة الدمار الشامل.يتضمن التقرير 117 استنتاجًا رسميًا، بالإضافة إلى دعم المناقشة والمعلومات الأساسية.

### استنتاجات عامة حول المعلومات الاستخباراتية المتعلقة بأسلحة الدمار الشامل العراقية وعلاقتها بالإرهاب
يشير الاستنتاج الأول للتقرير إلى عيوب واسعة النطاق في أكتوبر2002 المخابرات القومية، ويعزو هذه العيوب إلى فشل المحللين في مجتمع الاستخبارات:
معظم الأحكام الرئيسية الواردة في تقدير الاستخبارات الوطنية الصادر عن مجتمع الاستخبارات في أكتوبر / تشرين الأول 2002، برامج العراق المستمرة لأسلحة الدمار الشامل، إما أنها مبالغ فيها، أو لا تدعمها، التقارير الاستخباراتية الأساسية.أدت سلسلة من الإخفاقات، لا سيما في مجال التجارة التحليلية، إلى التوصيف الخاطئ للذكاء.
الاستنتاجات اللاحقة تلقي باللوم على مجتمع الاستخبارات لفشلهم في شرح أسباب عدم اليقين التي تكمن وراء استنتاجات الاستخبارات الوطنية بشكل كافٍ لصانعي السياسة، والاستسلام لـ «التفكير الجماعي»، الذي تبنى فيه مجتمع الاستخبارات افتراضات غير مختبرة (وفي الإدراك المتأخر، غير مبررة) حول مدى مخزونات العراق من أسلحة الدمار الشامل وبرامجها.حددت اللجنة إخفاقًا في الإشراف الكافي على المحللين وجامعي التحصيل، وفشلًا في تطوير المصادر البشرية للاستخبارات (HUMINT) داخل العراق بعد مغادرة مفتشي الأسلحة الدوليين في عام1998.كما أشار إلى بيئة ما بعد 11 سبتمبر على أنها أدت إلى زيادة في كثافة مراجعة واضعي السياسات لمعلومات التهديد والتشكيك فيها.

### النيجر والبرنامج النووي العراقي
ناقش القسم الثاني من التقرير طريقة التعامل مع المعلومات الاستخبارية التي تشير إلى أن العراق ربما كان يحاول شراء اليورانيوم من النيجر.فحص التقرير الدور الذي لعبه السفير السابق جوزيف ويلسون في التحقيق في القضية، والطريقة التي تم بها إيصال تقييم ويلسون داخل مجتمع الاستخبارات.كما يناقش العملية التي تم بموجبها حذف الإشارات إلى جهود شراء اليورانيوم في العراق من بعض الخطب بناءً على طلب مسؤولي المخابرات، ولكنها تركت في خطاب الرئيس بوش عن حالة الاتحاد لعام2003.ويخلص التقرير إلى أنه قبل تشرين الأول (أكتوبر)2002، كان من المعقول أن تقوم دوائر الاستخبارات بتقييم ربما كان العراق يحاول الحصول على اليورانيوم من أفريقيا.
يناقش القسم الثالث من التقرير تقييمات برنامج العراق النووي المحلي.إنه يركز قدرًا كبيرًا من الاهتمام على العملية الاستخباراتية التي حدثت في ربيع عام2001 فيما يتعلق بمحاولات العراق شراء60.000 من أنابيب الألمنيوم عالية القوة.وخلصت وكالة المخابرات المركزية إلى أن الأنابيب يمكن أن تكون مخصصة لبناء أجهزة طرد مركزي لبرنامج تخصيب اليورانيوم (أي لإعادة تشغيل برنامج الأسلحة النووية العراقي)؛ اعتبر المحللون في وزارتي الطاقة والدفاع أن ذلك غير مرجح.
ذكر تقرير الاستخبارات الوطنية في أكتوبر2002 أن العراق يبدو أنه يعيد تشكيل برنامج أسلحته النووية.خلص تقرير اللجنة إلى أن هذا الرأي لا تدعمه المعلومات الاستخباراتية الأساسية، وأن التقرير يتفق مع رأي مكتب الاستخبارات والبحوث التابع لوزارة الخارجية، والذي تم التعبير عنه باعتباره «وجهة نظر بديلة» في الاستخبارات الوطنية، بأن المعلومات الاستخباراتية المتاحة لم تقدم «قضية مقنعة لإعادة تشكيل» البرنامج النووي العراقي.توصلت اللجنة إلى عدة استنتاجات تنتقد الاتصالات الضعيفة بين وكالة المخابرات المركزية وأجزاء أخرى من مجتمع الاستخبارات فيما يتعلق بهذه القضية.

### الأسلحة البيولوجية والأسلحة الكيماوية وأنظمة الإيصال
وتتعلق أقسام التقرير بتقييمات برامج الأسلحة البيولوجية العراقية، وبرامج الأسلحة الكيماوية، وأنظمة التسليم، وتحتوي على مناقشة مستفيضة لمشكلة «الاستخبارات البشرية» غير الكافية لجمع المعلومات الاستخبارية في العراق.هناك نقاش حول «CURVEBALL»، وهو منشق عراقي قدم الكثير من المعلومات المتعلقة بمختبرات الأسلحة البيولوجية المتنقلة المزعومة في العراق، على الرغم من أن الكثير من المواد في هذا الجزء من التقرير قد تم تنقيحها.ويخلص التقرير إلى أن البيانات الاستخباراتية التي صدرت في أكتوبر / تشرين الأول 2002 وغيرها من البيانات المتعلقة بأسلحة الدمار الشامل البيولوجية والكيميائية وأنظمة الإيصال المرتبطة بها كانت في معظمها غير مدعومة ببيانات الاستخبارات الأساسية المقدمة إلى اللجنة.
وقال رئيس اللجنة بات روبرتس لتيم روسيرت من محطة إن بي سي إن «كيرفبول قدمت بالفعل 98بالمائة من التقييم فيما إذا كان العراقيون يمتلكون سلاحًا بيولوجيًا أم لا.» كان هذا على الرغم من حقيقة أن«لا أحد داخل حكومة الولايات المتحدة قد تحدث بالفعل إلى المخبر باستثناء [لمحلل واحد] في البنتاغون، الذي خلص إلى أن الرجل كان مدمنًا على الكحول وعديم الفائدة تمامًا كمصدر.»
بعد معرفة أن المعلومات الاستخباراتية التي قدمتها شركةCurveball كانت ستستخدم كـ«العمود الفقري» لقضية الحرب، كتب محلل البنتاغون رسالة إلى وكالة المخابرات المركزية يعبر فيها عن مخاوفه.استجاب نائب وحدة مكافحة الانتشار التابعة لوكالة المخابرات المركزية بسرعة قائلاً:
«دعونا نضع في اعتبارنا حقيقة أن هذه الحرب ستحدث بغض النظر عما قاله أو لم يقله كيرف بول.ربما لا تكون القوى التي تكون مهتمة بشكل رهيب بما إذا كانتCurveBall تعرف ما يتحدث عنه».
أحد المجالات التي وجدت فيها اللجنة أن تقارير مجتمع الاستخبارات تعكس بدقة المعلومات الاستخباراتية الأساسية المتعلقة باحتفاظ العراق بصواريخ باليستية من نوع سكود، وتطويره لأنواع جديدة من الصواريخ قصيرة ومتوسطة المدى.في حالة تقرير الاستخبارات الوطنية عن تطوير العراق لطائرة بدون طيار، وجدت اللجنة أن التقارير بشكل عام لم تكن مدعومة جيدًا من قبل المعلومات الاستخباراتية الأساسية، وبالغت في تقدير ما كان معروفًا فيما يتعلق باحتمالية أن الطائرات بدون طيار العراقية كانت مخصصة للاستخدام كوسيلة لإيصال الأسلحة البيولوجية.

### خطاب كولن باول أمام الأمم المتحدة
يركز القسم السابع من تقرير اللجنة على المعلومات الاستخباراتية وراء خطاب وزير الخارجية كولن باول أمام الأمم المتحدة في 5 فبراير 2003.يصف التقرير العملية التي قدمت بموجبها وكالة المخابرات المركزية مسودة الخطاب إلى مجلس الأمن القومي (NSC)، وبعد ذلك، بناءً على طلب مجلس الأمن القومي، عملت على توسيع الخطاب بمواد إضافية، خاصة فيما يتعلق ببرنامج العراق النووي.كما يصف التقرير المراجعة اللاحقة التي أجراها كولن باول ومحللون من وزارة الخارجية مع محللين من وكالة المخابرات المركزية.وقال باول في خطابه إن «كل تصريح أدلي به اليوم تدعمه مصادر ومصادر راسخة.هذه ليست تأكيدات.ما نقدمه لك هو حقائق واستنتاجات تستند إلى معلومات استخبارية قوية».وعلى الرغم من ذلك، خلصت اللجنة إلى أن «معظم المعلومات التي قدمتها أو أجازتها وكالة المخابرات المركزية (CIA) لإدراجها في خطاب الوزير باول كانت مبالغًا فيها أو مضللة أو غير صحيحة».

### الضغط على المحللين
يبحث التقرير جزئيًا في مسألة ما إذا كان قد تم الضغط على محللي الاستخبارات لحملهم على صياغة تقييماتهم لدعم أهداف سياسية معينة.يروي كيف السيناتور.قام روبرتس بتوجيه نداءات عامة متكررة لأي محللين يعتقدون أنهم تعرضوا لضغوط لتغيير تقييماتهم للتحدث مع اللجنة حول تجاربهم.كما حاولت اللجنة تحديد ومقابلة العديد من الأفراد الذين وصفوا هذه الضغوط في تقارير إعلامية ووثائق حكومية.ويقول التقرير إن اللجنة لم تجد أي دليل على أن مسؤولي الإدارة حاولوا الضغط على المحللين لتغيير أحكامهم؛ ومع ذلك، تم تأجيل تقييم استخدام إدارة بوش للمعلومات الاستخباراتية حتى «المرحلة الثانية» من التحقيق.(على الرغم من تصويت العديد من أعضاء اللجنة الديمقراطية بالموافقة على استنتاجات التقرير، فقد أعربوا عن تحفظاتهم بشأن هذه المسألة وأقر الجمهوريون أيضًا بأن مسألة «الضغط» سيتم بحثها خلال المرحلة الثانية.)

### الكتاب الأبيض لشهر أكتوبر 2002

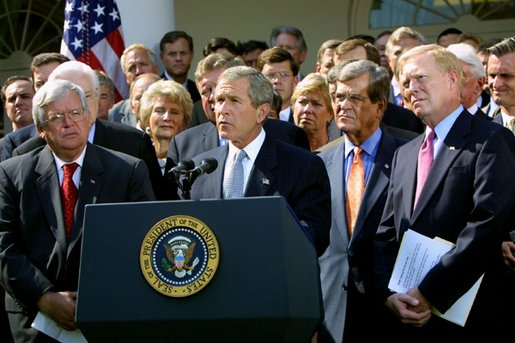
الرئيس جورج بوش،محاطًا بقادة مجلس النواب ومجلس الشيوخ،يعلن عن القرار المشترك للسماح باستخدام القوات المسلحة الأمريكية ضد العراق،2 أكتوبر 2002.ناقش المشرعون القرار وأصدروه خلال الأسبوعين التاليين، واستندوا في تصويتهم جزئيًا إلى المعلومات الواردة في تقدير المخابرات الوطنية السرية والكتاب الأبيض غير المصنف حول أسلحة الدمار الشامل العراقية - وهي الوثائق التي كشف تقرير مجلس الشيوخ عن معلومات استخباراتية قبل الحرب أنها كانت كذلك.معيبة للغاية.

صدر كتاب أبيض بعنوان «برامج العراق المستمرة لأسلحة الدمار الشامل» من قبل مدير وكالة المخابرات المركزية الأمريكية جورج تينيت في 4أكتوبر/تشرين الأول2002، بعد ثلاثة أيام من إصدار تقدير المخابرات الوطنية حول أسلحة الدمار الشامل العراقية.في جزء منه، كان الكتاب الأبيض استجابة لطلبات الكونجرس للحصول على نسخة غير سرية من المعلومات الواردة في الاستخبارات الوطنية، حيث أن هذه الوثيقة كانت متاحة فقط لمجموعة صغيرة من المشرعين بسبب طبيعتها السرية.كان الكتاب الأبيض، على الرغم من أنه أقصر وأقل تفصيلاً من الاستخبارات الوطنية، مشابها جدًا له من حيث الشكل والاستنتاجات الرئيسية.ووجدت اللجنة أن الكتاب الأبيض قدم توصيفًا أقوى بكثير للتهديد الذي تمثله أسلحة الدمار الشامل العراقية مما فعل تقرير الاستخبارات الوطنية، وأن هذا التوصيف الأقوى لم يكن مدعومًا بالاستخبارات الأساسية.

### صلات العراق المزعومة بالقاعدة
تتناول عدة أقسام في التقرير مواضيع تتعلق بادعاءات وجود صلات بين العراق والإرهاب.وقالت اللجنة إن مجتمع الاستخبارات توصل إلى استنتاجات معقولة حول هذا الموضوع، على الرغم من أن اللجنة وجدت ثغرات في أساليب جمع المعلومات المستخدمة (صفحة 350).
يتعلق جزء كبير من تحقيقات اللجنة في هذا المجال بإعداد وكالة المخابرات المركزية وتوزيعها لوثيقة بعنوان دعم العراق للإرهاب.تم توزيع نسخة أولية من هذه الوثيقة على كبار مسؤولي إدارة بوش في سبتمبر2002؛ تم تقديم نسخة محدثة من الوثيقة إلى الكونغرس في يناير2003.وكان استنتاج محللي وكالة المخابرات المركزية أنه على الرغم من أن حكومة صدام حسين كانت على الأرجح على اتصال بعدة مرات مع القاعدة خلال التسعينيات، «فإن هذه الاتصالات لم ترق إلى علاقة رسمية راسخة».حاولت وكالة المخابرات المركزية أيضًا تحديد المواقف التي تتبناها القيادة العراقية وقيادة القاعدة تجاه إمكانية العمل بشكل تعاوني مع بعضهما البعض.أشارت المعلومات الاستخباراتية المتوفرة في هذا المجال إلى أن القادة العراقيين والقاعدة سيكونون حذرين من العمل معًا
وكانت «أكثر مناطق الاتصال إشكالية بين العراق والقاعدة هي التقارير المتعلقة بالتدريب على استخدام الأسلحة غير التقليدية، وخاصة الأسلحة الكيماوية والبيولوجية».كان أبو مصعب الزرقاوي موجودًا في بغداد، وكانت جماعة أنصار الإسلام، وهي منظمة تابعة للقاعدة عرّفت نفسها على أنها «العدو اللدود» لصدام حسين، تعمل في شمال شرق العراق في منطقة خاضعة للسيطرة الكردية.ولم يكن هناك دليل يثبت تواطؤ العراق أو مساعدته في هجوم للقاعدة.وانتقد التقرير وكالة المخابرات المركزية الأمريكية لافتقارها إلى موارد المخابرات البشرية في العراق لتقييم علاقات البلاد بالإرهاب خلال الفترة السابقة لعام2002.
وفيما يتعلق بالضغط على المحللين، قالت اللجنة إنه بعد 11 سبتمبر، «تعرض المحللون لضغوط هائلة لإجراء تقييمات صحيحة، وتجنب تفويت تهديد ذي مصداقية، وتجنب فشل استخباراتي بحجم 11 سبتمبر».وخلصت اللجنة إلى أن هذا أدى إلى تقييمات كانت «جريئة وحازمة في الإشارة إلى صلات إرهابية محتملة»، وأن هذا الضغط كان نتيجة رغبة المحللين في أن يكونوا شاملين قدر الإمكان، وليس نتيجة أي تأثير لا داعي له من قبل الإدارة.التي قالت اللجنة إنها لم تجد أي دليل عليها.وقال العديد من أعضاء اللجنة الديمقراطيين في «الآراء الإضافية» للتقرير أن السؤال لم يتم بحثه بشكل كافٍ.

## «المشاهدات الإضافية» للتقرير
صوت الأعضاء الجمهوريون والديمقراطيون في لجنة المخابرات بمجلس الشيوخ بالإجماع للموافقة على التقرير النهائي.ومع ذلك، كانت هناك مجالات خلاف كبيرة، حيث تم الإعراب عن تلك الخلافات في شكل «آراء إضافية» مرفقة في نهاية التقرير بالذات.

### السيناتور روبرتس، هاتش، وبوند
في «العرض الإضافي» الأول المرفق بالتقرير، يقدم الرئيس بات روبرتس (جمهوري-كانساس)، إلى جانب السناتور أورين هاتش (جمهوري عن يوتا) وكريستوفر بوند (جمهوري-ميسوري) استنتاجين مفاده أن الأعضاء الديمقراطيين في اللجنة كانوا غير راغب في تضمين التقرير، على الرغم من أنه، وفقًا لروبرتس، «لم يكن هناك خلاف مع الحقائق الأساسية».هذان الاستنتاجان يتعلقان بأفعال جوزيف ويلسون، السفير السابق الذي تم إرساله إلى النيجر في عام2002 للتحقيق في مزاعم بأن الحكومة العراقية كانت تحاول شراء اليورانيوم «الكعكة الصفراء»، على الأرجح كجزء من محاولة لإحياء برنامج الأسلحة النووية العراقي.الاستنتاجان هما أن خطة إرسال ويلسون للتحقيق في مزاعم النيجر اقترحتها زوجة ويلسون، وهي موظفة في وكالة المخابرات المركزية، وأنه في تصريحاته العلنية اللاحقة التي تنتقد إدارة بوش، تضمن ويلسون معلومات قد تعلمها من الحسابات الصحفية، وتحريفها على أنها أول معرفة مباشرة.
هذا الرأي الإضافي يناقش أيضًا مسألة الضغط على المحللين، ويوصي بالحذر في تنفيذ الإصلاحات في مجتمع الاستخبارات.

### السيناتور روكفلر، ليفين، ودربين
استخدم أعضاء مجلس الشيوخ جون د.وكانت اللجنة قد أجلت حتى المرحلة الثانية من التحقيق السؤال الرئيسي «كيف تم استخدام المعلومات الاستخباراتية عن العراق أو إساءة استخدامها من قبل مسؤولي الإدارة في البيانات والتقارير العامة».وبسبب هذا، قالوا، «فشل تقرير المرحلة الأولى للجنة في شرح بيئة الضغط الشديد الذي طُلب فيه من مسؤولي مجتمع الاستخبارات إصدار أحكام بشأن المسائل المتعلقة بالعراق عندما أعلن مسؤولو السياسة بالفعل بقوة استنتاجاتهم الخاصة علنًا.»

### أعضاء مجلس الشيوخ تشامبليس، هاتش، لوت، هاجل، وبوند
العرض الإضافي الثالث في التقرير هو من قبل السناتور ساكسبي تشامبليس (جمهوري عن ولاية جورجيا)، مع أعضاء مجلس الشيوخ أورين هاتش (جمهوري عن ولاية يوتا)، ترينت لوت (جمهوري-إم إس)، تشاك هاجيل (جمهوري-شمال شرق)، وكريستوفر بوند (جمهوري-يوتا) وهو يركز على قضايا تبادل المعلومات والاستخبارات البشرية، ويدحض مزاعم «الضغط» الواردة في وجهة النظر الإضافية من قبل السناتور روكفلر، وليفين، ودوربين.

### آراء إضافية أخرى
كتبت السناتور أولمبيا سنو (جمهوري عن الشرق الأوسط)في وجهة نظرها الإضافية أن تقرير اللجنة كشف سوء الإدارة ونقص المساءلة في مجتمع الاستخبارات، ودعت إلى إصلاحات قوية
استخدم السناتور جون وارنر (جمهوري عن ولاية فرجينيا) وجهة نظره الإضافية للدفاع عن نزاهة ومهنية محللي الاستخبارات في الخطوط الأمامية، وللتأكيد على أنه «لم يكن هناك دليل على أن أي شخص متورط في الوصول إلى أحكام استخباراتية بشأن هذا الاستخبارات الوطنية تعرض لضغوط من رؤسائهم أو من صانعي السياسات لتغيير أي من أحكامهم أو تحليلاتهم».
وجهة النظر الإضافية للسيناتور ديان فاينستين (الديمقراطية عن ولاية كاليفورنيا)، انتقدت إدارة بوش، قائلة إنها «لا تمثل الاستخبارات بشكل عادل».
كما انتقد السناتور رون وايدن (الديمقراطي عن ولاية أوريغون)إدارة بوش في وجهة نظره الإضافية، حيث قدم قائمة بالتصريحات العلنية لكبار أعضاء الإدارة التي أساءت وبالغت في المعلومات الاستخباراتية الأساسية عن العراق
ركز السناتور ريتشارد دوربين (ديمقراطي عن إلينوي)على الحاجة إلى قدر أكبر من المساءلة عن الإخفاقات الاستخباراتية المحددة في التقرير
استخدمت السناتور باربرا ميكولسكي (ديمقراطية)وجهة نظرها الإضافية للدفاع عن عدد من الإصلاحات الهيكلية والإجرائية المحددة في مجتمع الاستخبارات

## «المرحلة الثانية» من التحقيق
في وقت إصدار التقرير (9 يوليو / تموز 2004)،أعرب الأعضاء الديمقراطيون في اللجنة عن أملهم في أن «المرحلة الثانية» من التحقيق، والتي كان من المقرر أن تتضمن تقييمًا لكيفية استخدام المعلومات الاستخباراتية لأسلحة الدمار الشامل العراقية من قبل كبار صانعي السياسة، سوف أن تكتمل بسرعة.قال رئيس اللجنة بات روبرتس (جمهورية - كانساس) عن المرحلة الثانية، «إنها أولوية.لقد قدمت التزامي وسوف يتم ذلك».
في 10 مارس2005، خلال جلسة أسئلة وأجوبة بعد خطاب ألقاه في مركز وودرو ويلسون، قال السناتور روبرتس عن الفشل في إكمال المرحلة الثانية،«[T] القبعة في الأساس على الموقد الخلفي.» أدلى السناتور جون د.روكفلر، نائب رئيس اللجنة، ببيان في وقت لاحق من ذلك اليوم قال فيه: «وافق الرئيس على هذا التحقيق وأتوقع منه أن يفي بالتزامه بالكامل....في حين أن الانتهاء من المرحلة الثانية طال انتظاره، فقد واصلت اللجنة هذا العمل المهم، وأتوقع أن ننهي المراجعة في المستقبل القريب جدًا».
في بيان يتعلق بإصدار تقرير اللجنة الرئاسية لأسلحة الدمار الشامل في 31مارس2005،كتب نسخة محفوظة 27 مايو 2015 على موقع واي باك مشين. السناتور روبرتس، «لا أعتقد أنه يجب أن يكون هناك أي شك في أننا سمعنا الآن كل شيء فيما يتعلق بالمعلومات الاستخباراتية قبل الحرب.أعتقد أنه سيكون مضيعة هائلة للوقت لإعادة تشكيل هذه الأرض أكثر من ذلك».
في 10 أبريل 2005، ظهر السناتور روبرتس وروكفلر معًا في برنامج التقي بالصحافة على قناة NBC.وردًا على سؤال حول استكمال المرحلة الثانية من التحقيق، قال روبرتس: «أنا على استعداد تام للقيام بذلك، وهذا ما اتفقنا على القيام به، وهذا الباب لا يزال مفتوحًا.وأنا لا أريد الخلاف مع جاي، لأننا اتفقنا على أن ننجز الأمر.لكن لدينا - لدينا السفير نيغروبونتي الأسبوع المقبل، ولدينا الجنرال مايك هايدن الأسبوع المقبل.لدينا جلسات استماع ساخنة أخرى أو أشياء أخرى جارية مهمة للغاية».
ثم سأل المنسق تيم روسيرت السناتور روكفلر عما إذا كان يعتقد أن المرحلة الثانية ستكتمل، فأجاب «آمل ذلك.لقد اتفقت أنا وبات على القيام بذلك.لقد صافحناها، واتفقنا على القيام بذلك بعد الانتخابات حتى لا يكون هناك أي نوع من الإحساس بهجوم سياسي.أعني أن هذا كان رأيي.لا ينبغي النظر إليه بهذه الطريقة».
في 2 أغسطس 2005، السيناتور ديان فينشتاين صدر نص الرسالة كانت قد أرسلت إلى السناتور روبرتس، قائلا، في جزء منه، «أنا مستاء بشكل متزايد بسبب التأخر في استكمال التحقيق الذي تجريه اللجنة» المرحلة الثانية «في المخابرات قبل حرب العراق....أنا على استعداد للمشاركة في هذا التحقيق بأي طريقة ممكنة».
في 1 نوفمبر 2005، استند السناتور هاري ريد (ديمقراطي من نيفادا)، زعيم الأقلية في مجلس الشيوخ، إلى بند نادر الاستخدام من قواعد مجلس الشيوخ لوضع الجسم في جلسة مغلقة.خلال مناقشة استغرقت ثلاث ساعات ونصف الساعة، تم التوصل إلى اتفاق بشأن تشكيل لجنة مكونة من ستة أعضاء في مجلس الشيوخ لتقديم تقرير بحلول 14 نوفمبر / تشرين الثاني حول «التقدم الذي أحرزته لجنة المخابرات في المرحلة الثانية من مراجعة المعلومات الاستخباراتية قبل الحرب والجدول الزمني للانتهاء منها..» 
في 26 أبريل 2006، ذكر مقال بقلم الصحفي ألكسندر بولتون في مجلة الكونغرس هیل أن رئيس اللجنة بات روبرتس (جمهوري-كانساس) كان يسعى لتقسيم تقرير المرحلة الثانية بشكل أكبر.بموجب نهج روبرتس الجديد، سيتم إصدار المكونات التالية من التقرير بسرعة نسبيًا: تقييمات استخبارات ما قبل الحرب لعراق ما بعد الحرب، ونتائج ما بعد الحرب في العراق فيما يتعلق بأسلحة الدمار الشامل وعلاقاتها بالإرهاب، واستخدام الاستخبارات الأمريكية للمعلومات التي قدمتها المؤتمر الوطني العراقي.سيتم تأجيل عنصرين من التقرير: ما إذا كانت البيانات العامة قبل الحرب من قبل كبار المسؤولين الحكوميين مدعومة من قبل المخابرات الأساسية، والدور الذي لعبه مكتب الخطط الخاصة بوزارة الدفاع في تطوير استخبارات ما قبل الحرب.
في 7سبتمبر/أيلول2006، ورد في مقال للصحفي جوناثون وايزمان في صحيفة واشنطن بوست أن الجزء من تقرير المرحلة الثانية الذي يقارن التصريحات العلنية لإدارة بوش حول صدام حسين بالأدلة التي راجعها كبار المسؤولين على انفراد لن يتم الإفراج عنه قبل انتخابات نوفمبر 2006
تم إصدار مجلدين من تقرير المرحلة الثانية في 8 سبتمبر 2006: "نتائج ما بعد الحرب حول برامج أسلحة الدمار الشامل في العراق والصلات بالإرهاب وكيفية مقارنتها بتقييمات ما قبل الحرب" و "استخدام مجتمع الاستخبارات للمعلومات التي قدمها المؤتمر الوطني العراقي."
بعد أن حصل الديمقراطيون على أغلبية في مجلس الشيوخ خلال انتخابات التجديد النصفي لعام2006، انتقلت رئاسة اللجنة إلى السناتور.جاي روكفلر.الرئيس السابق، السناتور.ترك بات روبرتس اللجنة.الرئيس الجمهوري ونائب رئيس اللجنة هو الآن السناتور.كيت بوند.
في 25 مايو 2007، أصدرت اللجنة مجلداً من تقرير المرحلة الثانية بعنوان " تقييمات استخبارات ما قبل الحرب حول عراق ما بعد الحرب نسخة محفوظة 6 ديسمبر 2014 على موقع واي باك مشين. ".يتضمن هذا المجلد من التقرير سبع صفحات من الاستنتاجات المتعلقة بالتقييمات التي قدمها مجتمع المخابرات لقادة الحكومة الأمريكية قبل حرب العراق.ويخلص التقرير إلى أن مجتمع الاستخبارات قد قيم أن تشكيل حكومة مستقرة في العراق سيكون «تحديا طويلا وصعبا وربما مضطربا»، وأن المجتمع العراقي منقسم بشدة وسوف ينخرط في صراع عنيف ما لم تتخذ قوة محتلة خطوات لمنع ذلك، وأن الحرب ستزيد من خطر الإرهاب، مؤقتًا على الأقل.كما قيمت أجهزة الاستخبارات أن هزيمة الولايات المتحدة واحتلالها للعراق من شأنه أن يؤدي إلى زيادة في الإسلام السياسي وزيادة التمويل للجماعات الإرهابية، وأن الحرب لن تجعل الدول الأخرى في المنطقة تتخلى عن برامج أسلحة الدمار الشامل.
يتضمن هذا المجلد من التقرير ملحقًا يحتوي على تقريرين سريين سابقًا من قبل مجلس المخابرات الوطني بعنوان «العواقب الإقليمية لتغيير النظام في العراق» و «التحديات الرئيسية في عراق ما بعد صدام»، بالإضافة إلى قائمة طويلة من المتلقين داخل تقييمات حكومة NIC بشأن العراق.كما يحتوي الملحق على عدد من «الآراء الإضافية» يعلق فيها مختلف أعضاء اللجنة على تاريخ عمل اللجنة في هذا المجال، وينتقدون ما وصفوه بتسييس هذا العمل من قبل أعضاء الطرف الآخر.
تم نشر المرحلة الثانية من التقرير علانية يوم الخميس 5 يونيو،2008 ما إذا كانت تصريحات مسؤولي الحكومة الأمريكية مدعومة بتقارير استخباراتية.
كان هذا تقريرًا للأغلبية من الحزبين (10-5) و «تفاصيل أنشطة استخباراتية غير ملائمة وحساسة أجراها مكتب وكيل وزارة الدفاع للشؤون السياسية التابع لوزارة الدفاع، دون علم مجتمع الاستخبارات أو وزارة الخارجية».ويخلص إلى أن الإدارة الأمريكية «عرضت المعلومات الاستخباراتية مرارًا وتكرارًا كحقيقة بينما في الواقع كانت غير مؤكدة أو متناقضة أو حتى غير موجودة.ونتيجة لذلك، دفع الشعب الأمريكي إلى الاعتقاد بأن التهديد من العراق أكبر بكثير مما هو موجود بالفعل».وشملت هذه التصريحات التي أدلى بها الرئيس بوش عن الشراكة بين العراق والقاعدة، وأن صدام حسين كان يستعد لمنح مجموعات إرهابية أسلحة دمار شامل، وقدرة العراق على إنتاج أسلحة كيماوية.
رئيس لجنة مجلس الشيوخ المختارة للاستخبارات، السناتور.صرح جاي روكفلر في بيان صحفي نشره التقرير "أعتقد أن إدارة بوش كانت تركز على العراق، واستخدمت هجمات 11 سبتمبر من قبل القاعدة كمبرر للإطاحة بصدام حسين.ولتحقيق ذلك، أدلى كبار المسؤولين في الإدارة بتصريحات متكررة ربطت بشكل خاطئ بين العراق والقاعدة كتهديد واحد وألمحوا إلى أن العراق لعب دورًا في 11 سبتمبر.للأسف، قادت إدارة بوش الأمة إلى الحرب بذرائع واهية.بينما يسلط التقرير الضوء على العديد من المشاكل مع المخابرات وينتقد إدارة بوش لتعاملها مع الفترة التي سبقت الحرب وأسباب ذلك، يدعم التقرير أيضًا في كثير من الحالات المزاعم التي قدمتها إدارة بوش بشأن أسلحة العراق.من برامج الدمار الشامل "بشكل عام تم إثباتها من قبل المخابرات".
واضاف «ليس هناك شك في اننا اعتمدنا جميعا على معلومات استخبارية معيبة.لكن هناك فرقًا جوهريًا بين الاعتماد على معلومات استخبارية غير صحيحة ورسم صورة للشعب الأمريكي تعلمون أنها ليست دقيقة تمامًا».
رئيس لجنة مجلس الشيوخ المختارة للاستخبارات، السناتور.زعم جاي روكفلر مرتين أن مكتب وكيل وزارة الدفاع للسياسة، أو رئيسه السابق دوغلاس فيث ربما يكون قد شارك في أنشطة غير قانونية، المرحلة الثانية من التقرير «لم تجد شيئًا يدعم هذا الادعاء ؛ لا يوجد شيء غير قانوني بشأن» مزعومة «عملية استخبارات مارقة في PCTEG، لا شيء غير قانوني بشأن مكتب الخطط الخاصة، ولا شيء غير قانوني حول ما يسمى بالفشل في إبلاغ الكونغرس بالأنشطة الاستخباراتية المزعومة.» في العام السابق، أصدر رئيس مجلس الإدارة بياناً صحفياً زعم فيه أنه يبدو أن المكتب «لا يلتزم بالقانون». ومع ذلك، وبدلاً من متابعة هذه الادعاءات، قرر روكفلر متابعة قضية لا علاقة لها بالاستخبارات ولا علاقة لها بالعراق. وتابع والتحقيق في اجتماع استكشافي عقد في روما عام2001 بين اثنين من مسؤولي وزارة الدفاع واثنين من الإيرانيين. عند الكتابة من أجل رأي الأقلية كجزء من التقرير، ذُكر أنه «بعد أربع سنوات من تقديم ادعاءات لا أساس لها بشأن أنشطة غير مشروعة، يبدو أن الحسابات تشير إلى أن التصريحات عن السلوك» غير اللائق «ستولد العناوين الرئيسية المرغوبة التي تركز فقط على الكلمات اللاذعة، بدلا من عدم وجود جوهر وراءهم.نأمل أن تساعد هذه الآراء الإضافية في إعادة توجيه هذا التركيز إلى الدليل، أو عدمه».
على الرغم من قول رئيسة مجلس النواب نانسي بيلوسي لأعضاء تجمعها الانتخابي «إن المساءلة ليست مطروحة على الطاولة؛ فهي ليست مهتمة بمتابعتها»، دينيس كوسينيتش دي أوهايو قرارًا رسميًا إلى مجلس النواب في محاولة لعزله الرئيس جورج دبليو بوش من البيت الأبيض. صوت أعضاء مجلس النواب بالإجماع على إرساله إلى لجنة ؛ مناورة قتلت بشكل أساسي جهود كوسينيتش.

## روابط خارجية
- تقرير عن تقييمات المخابرات الأمريكية قبل الحرب بشأن العراق (9 يوليو / تموز 2004).الولايات المتحدة اختيار لجنة مجلس الشيوخ للاستخبارات.http://intelligence.senate.gov
- برامج أسلحة الدمار الشامل في العراق: استخلاص الحقائق الصلبة من الأساطير الناعمة (28 تشرين الثاني (نوفمبر) 2003) مقال يدافع عن تقدير الاستخبارات الوطنية لشهر تشرين الأول (أكتوبر) 2002 حول أسلحة الدمار الشامل العراقية.المقال بقلم ستيوارت أ.كوهين، الذي كان يشغل منصب رئيس مجلس المخابرات الوطني في الوقت الذي تم فيه إعداد الاستخبارات الوطنية.
- وزير الخارجية الأمريكي كولن باول يلقي كلمة أمام مجلس الأمن - whitehouse.gov نسخة من العرض التقديمي الذي قدمه باول في 5 فبراير 2003 إلى الأمم المتحدة، مع روابط للصوت والفيديو.
- نيويورك تايمز (9 يوليو 2004).مؤتمر صحفي حول تقرير لجنة المخابرات بمجلس الشيوخ (نسخة نصية).(تحتوي صحيفة واشنطن بوست على عنوان URL بديل لنفس النص.)
- وكالة المخابرات المركزية تزيل الجدل (9 يوليو 2004) مقالة عن الجدل بشأن تنقيح وكالة المخابرات المركزية لتقرير اللجنة.
- ظهور السناتور بات روبرتس في مركز وودرو ويلسون نسخة محفوظة 9 يوليو 2011 على موقع واي باك مشين. (10 مارس 2005) (يتضمن رابطًا لبث الفيديو)
- شون ووترمان (10 مارس 2005) روبرتس يدعو إلى التغيير المستمر في المعلومات (واشنطن تايمز)
- نص من ظهور NBC's Meet the Press للسيناتور روبرتس وروكفلر (10 أبريل 2005)
- شميت، سوزان (9 يوليو 2004).تم الاستشهاد بمدخلات بليم في موقع Niger Mission washingtonpost.com، ص.A09 [التسجيل مطلوب]
- تشارلز بابينجتون ودافنا لينزر،الحزب الجمهوري الغاضب من جلسة مجلس الشيوخ المغلقة، واشنطن بوست.مقال يصف جلسة مجلس الشيوخ المغلقة التي دعا إليها زعيم الأقلية في مجلس الشيوخ هاري ريد (D-NV) في 1 نوفمبر 2005.
- مارك مازيتي،السناتور يخطئ في محاولة تصنيف تقرير عن العراق، نيويورك تايمز،3 أغسطس،2006.مقال يصف الوضع الحالي للمرحلة الثانية من التقرير، بما في ذلك شكوى من قبل السناتور.بات روبرتس أن البيت الأبيض يستغرق وقتًا طويلاً لرفع السرية عن أجزاء من التقرير التي اكتملت.
- جوناثان وايزمان،اللجنة ستصدر فقط جزء من التقرير عن الاستعداد للحرب، واشنطن بوست،7 سبتمبر 2006.يناقش المقال الوضع الحالي للمرحلة الثانية، مع إصدار جزأين قريبًا (وفي الواقع، تم إصدار هذين الجزأين في 8 سبتمبر)، وأجزاء أخرى لن يتم إصدارها قبل انتخابات نوفمبر 2006.
- تحذيرات المحللين من الفوضى في العراق مفصلة، تصدر لجنة مجلس الشيوخ تقييمات من عام2003 (26 مايو،2007)
- أحدث تقرير استخباراتي بعد آخر مسدس دخان في بوش 6 يونيو 2007